# Улица Нагишкина
Улица Наги́шкина — короткая, около 200 метров, улица в историческом центре Хабаровска (Центральный район), проходит от улицы Карла Маркса параллельно руслу Амура до улицы Ким Ю Чена.

## История
Первоначальное название — Институтская. Изначально улица была гораздо длиннее, в настоящее время участок улицы от улицы Карла Маркса до Уссурийского бульвара занимает территория парка Динамо. В 1910 года инженером Г.К. Долматовым для этой территории был разработан план для проведения в 1913 году выставки Приамурского края в честь 300-летия дома Романовых. Экспозиция расположилась на 38 гектарах и состояла из красивой ассамблеи и вырезных киосков, павильонов, выставочных залов.
Современное название с 1976 года в честь советского писателя Дмитрия Дмитриевича Нагишкина (1909—1961) (наиболее известен исторический роман Нагишкина «Сердце Бонивура» (1944—1953) о героях Гражданской войны на Дальнем Востоке, основанный на судьбе Виталия Баневура (1902—1922); роман многократно переиздавался, по нему был снят одноимённый фильм).